# Imhotep
| M18 | m | R4 |

| M18 | m | R4 |

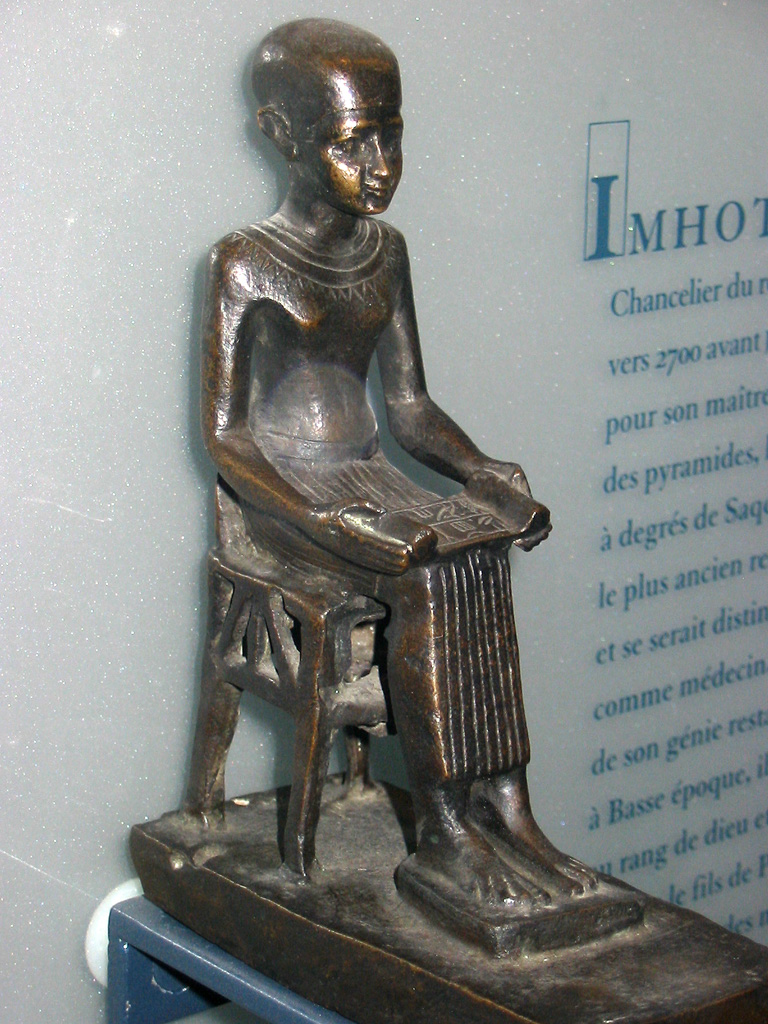
Tượng Imhotep tại bảo tàng Louvre

Imhotep (thỉnh thoảng được đánh vần thành Immutef, Im-hotep, hay Ii-em-Hotep; được người Hy Lạp gọi là Imuthes), Thế kỷ 27 trước Công Nguyên (2650-2600 Trước Công Nguyên) (tiếng Ai Cập ii-m-ḥtp (*jā-im-ḥatāp) có nghĩa "người đến, trong hoà bình") là một học giả Ai Cập, người đã phục vụ cho vị vua vương triều thứ ba, Djoser, với chức vụ tể tướng của pharaoh và thầy tế cấp cao của vị thần mặt trời Ra tại Heliopolis. Ông được coi là kỹ sư, kiến trúc sư và bác sĩ đầu tiên trong lịch sử được biết theo tên. Danh sách đầy đủ các danh hiệu của ông gồm:
Tể tướng của Vua Ai Cập, Bác sĩ, Đứng đầu hàng sau Vua của Thượng Ai Cập, Đổng lý Đại Cung điện, Quý tộc gia truyền, Thầy tế cao cấp của Heliopolis, Người xây dựng, Trùm thợ mộc, Trùm điêu khắc và trùm phường thợ làm bình.
Imhotep là một trong số ít người đã chết được thể hiện như một phần tượng của pharaoh. Ông là một trong số rất ít người thường được tạc tượng thánh sau khi chết. Nơi ông được thờ phụng nhiều nhất là Memphis. Từ Thời kỳ Chuyển tiếp Thứ nhất về sau Imhotep còn được tôn sùng như một nhà thơ và một nhà triết học. Những lời nói của ông được gắn một cách nổi tiếng với câu thơ: 'Tôi đã nghe những lời của Imhotep và Hordedef" những người được kể nhiều nhất trong những bài nói của các nhà thuyết trình.
Vị trí mộ của Imhotep đã mất từ thời cổ đại và hiện vẫn chưa được tìm ra, dù đã có những nỗ lực tìm kiếm. Mọi người nói chung nhất trí rằng mộ được giấu kỹ tại Saqqara. Tính hiện thực của Imhotep được xác định bởi hai văn bản cùng đương thời được viết khi ông còn sống trên đáy hay nền của một trong hai bức tượng Djoser (Cairo JE 49889) và cũng bởi một hình vẽ trên bức tường chưa hoàn thành vây quanh kim tự tháp hình bậc thang Sekhemkhet. Văn bản sau này cho rằng Imhotep sống lâu hơn Djoser vài năm và tiếp tục thực hiện việc xây dựng kim tự tháp của vua Sekhemkhet nhưng sau đó đã bị huỷ bỏ vì thời gian trị vì ngắn của ông này.

## Những thành tựu và sáng kiến được cho là của Imhotep
Thông tin được biết đến nhiều nhất về ông dựa trên lời đồn và sự phỏng đoán. Người Ai Cập cổ đại gắn cho ông nhiều phát minh. Ví dụ, họ cho rằng ông đã phát minh hay cải tiến cuộn giấy cói. James Henry Breasted đã nói về Imhotep:
Trong sự uyên thâm của thầy tế, trong ma lực, trong hình thức những câu tục ngữ khôn ngoan, trong y học và kiến trúc, nhân vật quan trọng này của thời kỳ Zoser đã để lại một danh tiếng lớn nhất khiến tên ông vẫn còn được biết đến ở ngày hôm nay. Ông là người bảo trợ tâm hồn của những học giả sau này, và các học giả sau này thường rảy rượu từ bình nước xung quanh bàn viết của mình trước khi bắt đầu công việc để tưởng nhớ ông— James Henry Breasted

### Kỹ sư và Kiến trúc sư
Là một trong những vị quan của Pharaoh,Djosèr, ông đã thiết kế Kim tự tháp Djosèr (Kim tự tháp bậc) tại Saqqara Ai Cập năm 2630–2611 trước Công Nguyên. Có thể ông đã là người đầu tiên được biết tới sử dụng cột trong kiến trúc. 
Là một cố vấn trong văn hóa Ai Cập, hình ảnh lý tưởng hóa của Imhotep còn kéo dài tới thời Ptolemaic. Nhà sử học Ai Cập Manetho gắn ông với phát minh ra cách thức xây dựng bọc đá trong thời Djoser, dù thực tế ông không phải là người đầu tiên dùng đá trong xây dựng. Tường, sàn, lintel và rầm cửa đá đã xuất hiện lác đác ở thời cổ, dù thực tế rằng việc xây dựng một công trình cỡ Kim tự tháp bậc và làm hoàn toàn bằng đá chưa bao giờ có. Trước Djoser các pharaoh được chôn trong các mộ kiểu nhà mồ.

### Bác sĩ
Imhotep được coi là người sáng lập y học Ai Cập và là tác giả của một luận án y học đáng chú ý vì không chứa đứng ý tưởng ma thuật, cái gọi là văn bản giấy cói Edwin Smith có những quan sát giải phẫu, những trường hợp đau ốm và phục hồi. Văn bản giấy cói còn lại này có lẽ được viết vào khoảng năm 1700 Công Nguyên nhưng có thể là một bản chép lại các văn bản đã có từ một ngàn năm trước. Tuy nhiên, việc gán ghép tác giả này cũng chỉ là phỏng đoán.

## Các bí ẩn khi sinh
Theo thần thoại, mẹ Imhotep là người bất tử tên là Kheredu-ankh, sau này được phong làm á thánh bởi những tuyên bố rằng bà là con gái của Banebdjedet. Trái lại, vì là "Con của Ptah", mẹ bà thỉnh thoảng được cho là Sekhmet, người bảo trợ Thượng Ai Cập và chồng bà thường được cho là Ptah. Ông được cho là đã ra đời gần Memphis.

## Sự phong thần
Bởi Imhotep được coi là người sáng lập ra cách chữa bệnh, ông thỉnh thoảng cũng được coi là người đỡ nữ thánh Nut (vị thần của bầu trời), vì sự cách biệt giữa Nut và Geb (vị thần của trái đất) được cho là đã có từ thời hỗn mang. Vì vị trí mà ông sẽ có theo thuyết này, ông thỉnh thoảng cũng được coi là con của Nut. Trong nghệ thuật ông cũng có liên quan tới vị nữ thần vĩ đại, Hathor, người cuối cùng được cho là vợ của thần Ra. Ông cũng gắn với Ma'at, nữ thần là hiện thân của ý tưởng về sự thực, trật tự vũ trụ và công lý đã lập ra trật tự cho hỗn mang và chịu trách nhiệm duy trì nó. Người Ai Cập cổ đại cũng tin rằng sau khi chết Imhotep trở thành một vị thần.
Hai ngàn năm sau khi ông mất, tượng của ông được dựng lên như một vị thần. Ông đã trở thành vị thần của y học và chữa trị. Sau này ông được người Hy Lạp gắn với Asclepius. Ông cũng liên quan tới Amenhotep con trai của Hapu, cũng là một kiến trúc sư được phong thần, trong vùng Thebes nơi họ được thờ cúng như "những người anh em".

## Di sản
Bách khoa toàn thư Anh viết, "Bằng chứng từ các văn bản Ai Cập và Hy Lạp ủng hộ quan điểm rằng danh tiếng của Imhotep rất được tôn trọng ở những thời cổ đại... Uy tin của ông tăng cao sau nhiều thế kỷ và các đền thờ ông ở thời Hy Lạp đều là các trung tâm giảng dạy y học."
Sir William Osler nói chính Imhotep là 'Người cha của Y học' thật sự, "hình ảnh đầu tiên của một bác sĩ hiện rõ bên ngoài sự tăm tối của thời cổ đại."
Imhotep cũng được ví như Thoth, vị thánh Ai Cập về chữ viết, giáo dục, văn học và học giả suốt Thời Hy Lạp-La Mã.

## Các ước mơ của Imhotep
Bia Nạn đói ở Thượng Ai Cập, từ thời Ptolemaic, có đoán văn bản về một huyền thoại về một nạn đói bảy năm trong thời trị vì của Djoser. Imhotep được cho là đóng vai trò quan trọng trong việc chấm dứt nó: một trong những thầy tế của ông đã giải thích sự liên quan giữa thần Khnum và sự dâng lên của nước sông Nile cho nhà vua, sau đó nhà vua có một giấc mơ trong đó vị thần sông Nile nói chuyện với ông, hứa làm chấm dứt hạn hán.

## Ngoài lề
- Bộ phim The Mummy gốc năm 1932 cũng như phiên bản năm 1999 của nó và các tập tiếp sau đều không theo sát sự thật cuộc đời Imhotep.
- Năm 1987, một tượng Imhotep nhỏ bị mất khỏi Bảo tàng Anh và nó chỉ bị mất tích trong một năm. Tượng được tìm thấy khi thuộc sở hữu của con trai giám đốc điều hành một doanh nghiệp điện ảnh tại Cambridge. Cậu bé này, Max Salisbury, 19 tuổi ở thời điểm đó, bị coi là có tội và chịu ba năm tù vì ăn cắp.
- Imhotep là mục đầu tiên của Từ điển Bách khoa Tiểu sử Khoa học và Kỹ thuật của Asimov.
- Trong Seven Ancient Wonders của Mathew Reilly, Imhotep được gắn liền với việc xây dựng các địa điểm và thiết kế các bẫy phức tạp, nơi cất giấu Bảy kỳ quan của thế giới cổ đại.